# B’z The Best „Pleasure”
B’z The Best „Pleasure” – trzecia kompilacja japońskiego zespołu B’z, wydana 20 maja 1998 roku. Album osiągnął 1 pozycję w rankingu Oricon i pozostał na liście przez 63 tygodnie, sprzedał się w nakładzie 5 135 922 egzemplarzy. Zdobył status płyty 5× Milion oraz nagrodę „Rockowy Album Roku” podczas rozdania 13th Japan Gold Disc Award.

## Lista utworów
| Nr  | Tytuł | Czas |
| --- | --- | ---- |
| 1.  | „LOVE PHANTOM”                                                                                                  | 4:39 |
| 2.  | „love me, I love you”                                                                                           | 3:20 |
| 3.  | „Easy Come, Easy Go!”                                                                                           | 4:40 |
| 4.  | „ZERO” | 4:50 |
| 5.  | „ALONE” | 6:00 |
| 6.  | „Hadashi no megami” (jap. 裸足の女神)                                                                           | 4:26 |
| 7.  | „Ai no mama ni wagamama ni boku wa kimi dake o kizutsukenai” (jap. 愛のままにわがままに 僕は君だけを傷つけない) | 3:56 |
| 8.  | „LADY NAVIGATION”                                                                                               | 4:20 |
| 9.  | „Taiyō no Komachi Angel” (jap. 太陽のKomachi Angel)                                                             | 4:10 |
| 10. | „BE THERE” | 4:13 |
| 11. | „Don’t Leave Me”                                                                                                | 4:24 |
| 12. | „Bad Communication E.Style”                                                                                     | 4:19 |
| 13. | „Calling” | 5:56 |
| 14. | „Samayoeru aoi dangan” (jap. さまよえる蒼い弾丸)                                                                | 4:05 |

## Notowania
| Lista                                 | Pozycja |
| ------------------------------------- | ------- |
| Oricon Weekly Albums Chart            | 1       |
| Oricon Monthly Albums Chart           | 1       |
| Oricon Yearly Albums Chart (rok 1998) | 1       |